# Wskaźnik płynności bieżący
Wskaźnik płynności bieżący – informuje o zdolności przedsiębiorstwa do wywiązywania się z bieżących zobowiązań, gdyż wskazuje na to, w jakim stopniu majątek obrotowy może pokryć bieżące zobowiązania. Powinna zachodzić zależność Wpb>1. Za optymalną wielkość banki często przyjmują wskaźnik na poziomie równym 2.
- Wpb=aktywa obrotowe/zobowiązania krótkoterminowe[1]